# Philip Deignan
Philip Deignan (Letterkenny, 7 de septiembre de 1983) es un ciclista irlandés que fue profesional de 2005 a 2018. Es pareja de la también ciclista profesional Elizabeth Armitstead.

## Biografía
Pasó al profesionalismo en 2005 con el equipo francés Ag2r Prévoyance.
Para la disputa de la temporada de 2009 fichó por el equipo suizo Cervélo Test Team, convirtiéndose así en gregario del abulense Carlos Sastre. Esa temporada logró ganar una etapa de la Vuelta a España y terminó 9.º en la clasificación general.
Tras la desaparición del Cervélo como equipo, firmó con el equipo RadioShack en la temporada 2011 y tras la fusión de este con el Leopard-Trek, no quedó hueco para él en el equipo y debió pasar al equipo Profesional Continental estadounidense UnitedHealthcare.
Luego de un 2012 en que pasó desapercibido, en 2013 ganó el Tour de Gila y logró meterse entre los diez primeros de las carreras más importantes de Estados Unidos, siendo sexto en el Tour de Utah, noveno en el Tour de California y décimo en el USA Pro Cycling Challenge. En 2014 volvió al ciclismo de primer nivel al fichar por el Sky
El 27 de noviembre de 2018 anunció su retirada del ciclismo tras catorce temporadas como profesional y con 35 años de edad.

## Palmarés
2004
- Ronde d'Isard, más 2 etapas

2005
- Tour de Doubs

2009
- 1 etapa de la Vuelta a España

2013
- Tour de Gila

## Resultados en Grandes Vueltas y Campeonatos del Mundo
| Carrera         | Carrera         | 2005 | 2006 | 2007 | 2008 | 2009 | 2010 | 2011 | 2012 | 2013 | 2014 | 2015 | 2016 | 2017 | 2018 |
| --------------- | --------------- | ---- | ---- | ---- | ---- | ---- | ---- | ---- | ---- | ---- | ---- | ---- | ---- | ---- | ---- |
|                 | Giro de Italia  | —    | —    | —    | 79.º | 56.º | —    | 47.º | —    | —    | 43.º | —    | Ab.  | 37.º | —    |
|                 | Tour de Francia | —    | —    | —    | —    | —    | —    | —    | —    | —    | —    | —    | —    | —    | —    |
|                 | Vuelta a España | —    | —    | 71.º | —    | 9.º  | Ab.  | —    | —    | —    | 39.º | —    | —    | —    | —    |
| Mundial en Ruta | Mundial en Ruta | —    | Ab.  | Ab.  | Ab.  | 40.º | —    | —    | —    | —    | Ab.  | —    | —    | —    | —    |

—: no participa

Ab.: abandono

## Equipos
- Ag2r (2005-2008)
  - Ag2r Prévoyance (2005-2007)
  - Ag2r La Mondiale (2008)
- Cervélo Test Team (2009-2010)
- Team RadioShack (2011)
- UnitedHealthcare Pro Cycling Team (2012-2013)
- Team Sky (2014-2018)